# كاتينا بابا
كاتينا بابا (باليونانية: Κατίνα Παπά، بالإنجليزية: Katina Papa) (عاشت في الفترة 1903 – 1959) كاتبة يونانية. عُرفت بإجادتها في كتابة الشعر والرواية.

## حياتها
ولدت كاتينا في قرية جانيكات في الإمبراطورية العثمانية آنذاك، أما الأن فهي تابعة لبلدية فينيق الواقعة في جنوب ألبانيا. كانت عائلتها قد عثرت على ملجأ في جزيرة قريبة من كورفو لواتهم، بعد أن شارك والدها في ثورة المحلية ضد السلطات العثمانية.
درست كاتينا في جامعة أثينا ثم أصبحت مدرسة فيها. ارتبطت كتاباتها مع تجربتها كمعلمة. وكان أول كتاب لها هو تحت شجرة التوت (باليونانية: Stin sikaminia apo kato) حيث تلقى جائزة أكاديمية أثينا. الشخصيات الرئيسية في رواية كاتينا هنَّ من الفتيات، البطلة الرئيسية هي تاسولا تجسد شخصية خادمة من كورفو، حيث تحلم أن تعيش مع عراب لها في أثينا. وقالت كاتينا أنها تكتب لهذه الشخصية عن أحلامها الشخصية. قال الكاتب نيكوس كازانتزاكيس: «أنا معجب حقا أسلوبك في الكتابة ... حساسية وحيوية».

## وفاتها
توفيت كاتينا بابا في أثينا في عام 1957 وهي في سن 54 سنة.

## أعمالها
- (Sti sykaminia apo kato (Under the Mullbery Tree
- (An allazan ola (If Everything Changed
- (S'ena gymnasio thyleon (At a Girls' High School
- Poiimata